# Буйвол (корвет, 1856)
«Буйвол» — 11-пушечный винтовой корвет Черноморского флота Российской империи.

## Описание корвета
Осенью 1855 года на Охтенской верфи Санкт-Петербурга по одному проекту было заложено 14 винтовых 11-пушечных корветов. На каждом корвете предполагалась установка паровой машины мощностью 200 л. с. и одному подъемному винту. В 1856 году все 14 судов были спущены на воду. Проектное водоизмещение корветов составляло 885 тонн. После окончания Крымской войны корветы этого класса составляли основу легких крейсерских сил русского флота.

## История службы
Корвет был заложен в октябре 1855 года на Охтенской верфи в Санкт-Петербурга и в июне 1856 года спущен на воду. Строительство вёл корабельный мастер подполковник Карповский.
Согласно отдельной русско-турецкой конвенции, подписанной по окончании Крымской войны, каждая из черноморских держав могла иметь для береговой службы по шесть паровых судов длиной до 50 метров по ватерлинии и водоизмещением до 800 тонн, а также по четыре легких паровых или парусных судна водоизмещением до 200 тонн. Однако, в результате того, что во время войны Россия потеряла большую часть Черноморского флота, на Чёрном море не было даже установленного количества судов. По этой причине в состав Черноморского были переведены шесть корветов Балтийского флота. В начале сентября 1857 года «Буйвол» под командованием капитана 1-го ранга А. Х. Винка совместно с корветами «Вепрь» и «Волк» вышел на усиление Черноморского флота. В конце апреля 1858 года отряд прибыл из Кронштадта в Николаев. Все корветы вошли в состав Черноморского флота. Первоначально каждый из корветов, был вооружен одной 36-фунтовой пушкой № 1 и десятью 36-фунтовыми карронадами. 
В составе флота «Буйвол» нёс службу в качестве корвета «11-пушечного ранга», после был переквалифицирован в учебно-артиллерийский корабль.
25 января 1869 года корвет «Буйвол» продан на слом.

## Командиры корвета
Командирами корвета «Буйвол» в разное время служили:
- П. А. Чебышёв (1856—1857 годы);
- Н. Л. Добровольский (1857—1859 годы);
- капитан 2-го ранга, а с 1 (13) января 1866 капитан 1-го ранга Стронский, Василий Григорьевич (с 6 (18) августа 1862 года до 26 декабря 1866 (7 января 1867) года)[источник не указан 532 дня];
- капитан 2-го ранга Н. Я. Астапов (1861 год).